# ميدالية ألكسندر غراهام بل من معهد مهندسي الكهرباء والإلكترونيات
ميدالية ألكسندر غراهام بل من معهد مهندسي الكهرباء والإلكترونيات هي جائزة تكريم «المساهمات الاستثنائية في علوم وهندسة الاتصالات والشبكات» في مجال الاتصالات. الميدالية هي واحدة من أعلى الجوائز التي يمنحها معهد مهندسي الكهرباء والإلكترونيات (IEEE) للإنجازات في علوم وهندسة الاتصالات السلكية واللاسلكية.
تم تأسيسها في عام 1976 من قبل مديري ميدالية ألكسندر غراهام بل من معهد مهندسي الكهرباء والإلكترونيات، احتفالًا بالذكرى المئوية لاختراع الهاتف من قبل ألكسندر غراهام بل. تُمنح الجائزة إما لفرد أو لفريق من شخصين أو ثلاثة.

تم وصف أسباب المؤسسة للجائزة على النحو التالي:
كان اختراع الهاتف من قبل ألكسندر غراهام بل في عام 1876 حدثًا رئيسيًا في التكنولوجيا الكهربية. كان له دور فعال في تحفيز صناعة الاتصالات السلكية واللاسلكية الواسعة التي أدت إلى تحسين الحياة بشكل كبير في جميع أنحاء العالم. كفرد، قدم بِل نفسه مثالاً على المساهمات التي قدمها العلماء والمهندسون لتحسين البشرية.
يحصل الحاصلون على الجائزة على ميدالية ذهبية ونسخة برونزية طبق الأصل وشهادة وشرف.

## المستلمون
كما ورد في ميدالية ألكسندر غراهام بل من معهد مهندسي الكهرباء والإلكترونيات:
- 1976 آيموس جويل الإبن، ويليام كيستر و ريموند دبليو كيتشليدج
- 1977 إيبرهارت ريشتين
- 1978 إم. روبرت أرون وجون س. مايو وإريك إي سومنر
- 1979 أ. كريستيان جاكوبوس
- 1980 ريتشارد ر. هوف
- 1981 ديفيد سليبيان
- 1982 هارولد روزين
- 1983 ستيفن أو. رايس
- 1984 أندرو ج. فيتيربي
- 1985 تشارلز كاي كاو
- 1986 برنارد ويدرو
- 1987 جويل إنجل، ريتشارد فرانكيل، وويليام سي.
- 1988 روبرت ميتكالف
- 1989 جيرالد آش وبيلي بي أوليفر
- 1990 بول باران
- 1991 س. شابن كاتلر، جون أو. ليمب، و آرون نيترافالي
- 1992 جيمس ماسي
- 1993 دونالد كوكس
- 1994 هيروشي إينوز
- 1995 إروين جاكوبس
- 1996 تاداهيرو سيكيموتو
- 1997 فينتون ج. سيرف وروبرت خان
- 1998 ريتشارد إي. بلهوت
- 1999 ديفيد ج. ميسرشميت
- 2000 فلاديمير كوتيلنيكوف
- 2001 بدون جائزة
- 2002 تسونيو ناكاهارا
- 2003 يواكيم هاغناور
- 2004 بدون جائزة
- 2005 جيم ك. أومورا
- 2006 جون ووزنكرافت
- 2007 نورمان أبرامسون
- 2008 جيرارد جيه فوشيني
- 2009 روبرت مكيليسي
- 2010 جون سيوفي
- 2011 أروغياسوامي بولراج
- 2012 ليونارد كلينروك
- 2013 أندرو تشرابليفي، روبرت تكاش
- 2014 داريوش ديفسالار
- 2015 فرانسيس باتريك كيلي
- 2016 روبرتو بادوفاني
- 2017 فنسنت بور
- 2018 نامبيراجان سيشادري
- 2019 تيريزا مينج
- 2020 راجيف لارويا
- 2021 نيك ماكيون